# اتصال‌‌دهنده الکتریکی

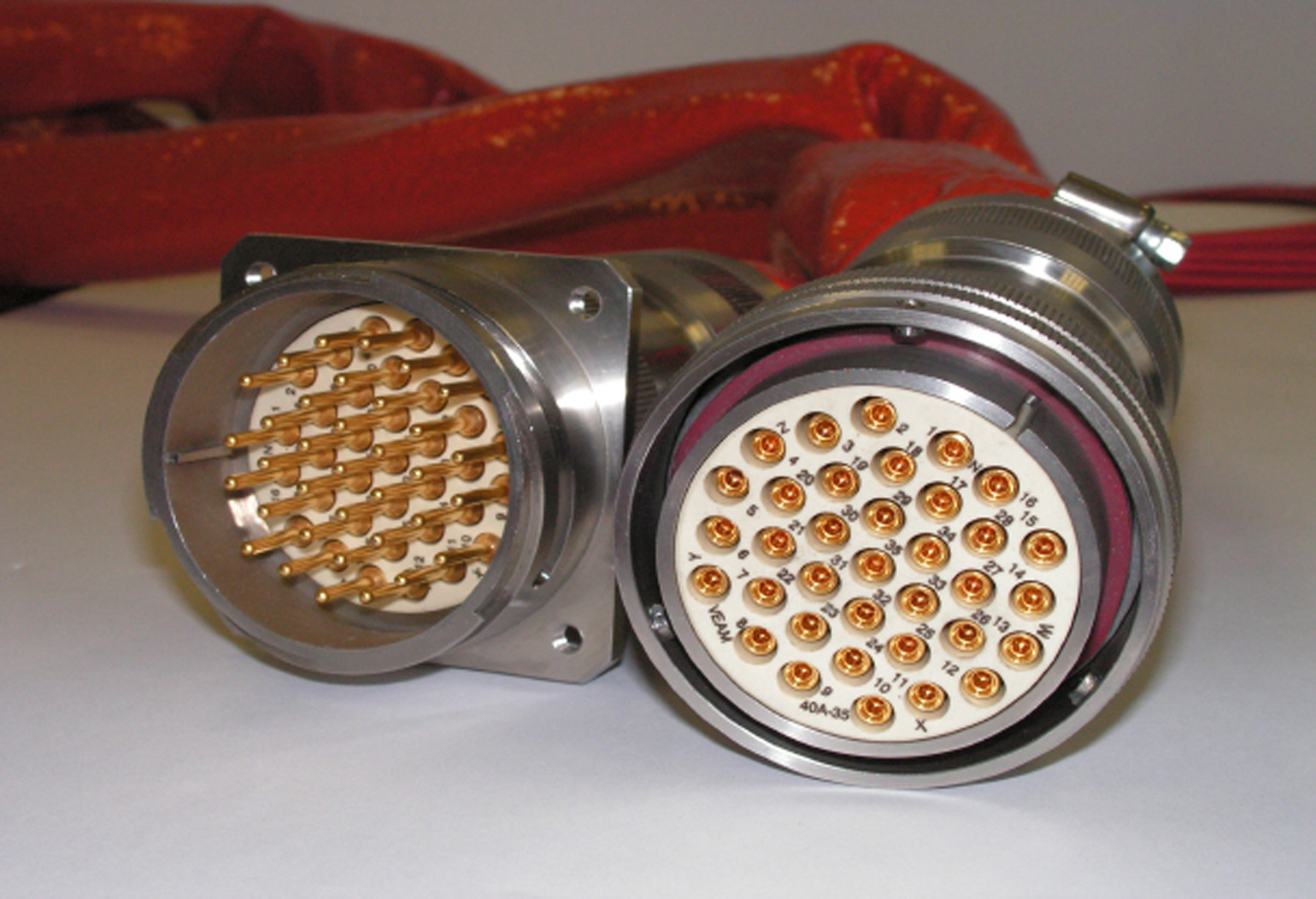
اتصال‌دهنده‌ی الکتریکی دایره‌ای ITT

اتصال‌دهندهٔ الکتریکی (به انگلیسی: Electrical connector) یا کانکتورهای الکتریکی یک وسیلهٔ الکترو-مکانیکی برای وصل‌کردن دو رسانای الکتریکی با هم و ایجاد یک مدار الکتریکی بین آنها است. ابزار اتصال الکتریکی متشکل از جک یا فیش‌های سر نر و سر ماده است. اتصال‌دهنده الکتریکی ممکن است بازشو (به انگلیسی: removable) باشد، مثلاً برای وسایل قابل حمل؛ که به ابزاری برای به‌هم وصل‌کردن و جدا کردن مکرر وسایل نیاز است، یا به عنوان یک اتصال‌دهندهٔ الکتریکی دائمی بین دو سیم یا دستگاه باشد. می‌توان از تبدیل برای اتصال اتصال‌دهنده‌های متفاوت استفاده کرد.
صدها گونه اتصال‌دهندهٔ الکتریکی برای کارهای قدرت، سیگنال و کنترل ساخته‌شده‌اند. اتصال‌دهنده‌ها می‌توانند به دو سر سیم مسی یا کابل متصل شوند یا سیم یا کابل را به پایانه‌های الکتریکی دستگاه متصل می‌کنند.
در رایانه‌ها، یک اتصال‌دهندهٔ الکتریکی هم می‌تواند به عنوان یک رابط فیزیکی شناخته شود.